# Nekrolog 1480
Nekrolog
◄◄
| ◄
| 1476
| 1477
| 1478
| 1479
| 1480 | 1481 | 1482 | 1483 | 1484 | ► | ►►
Weitere Ereignisse | Allgemeiner Nekrolog 1480
Die Beschreibung der verstorbenen Person sollte so kurz wie möglich gehalten sein und nur deren signifikante Tätigkeit(en) enthalten.
Neue Namen ggf. auch unter dem Geburts- und Sterbedatum, also etwa unter 1. Januar und im Geburts- und Sterbejahr (2024) eintragen (nur bei entsprechender großer Wichtigkeit). Für Beispiele siehe die schon vorhandenen Artikel.
Außerdem über die fünf zuletzt Verstorbenen, zu denen es einen ausreichend guten Artikel für eine Präsentation auf der Hauptseite gibt, nach der todesbedingten Überarbeitung der Artikel ggf. auch unter Wikipedia Diskussion:Hauptseite informieren und sie am besten auch in den anderen Wikipedia-Sprachversionen eintragen. Tipp: Regelmäßig bei news.google.de nach „ist tot“, „gestorben“ oder „verstorben“ suchen.
Wenn eine Person gestorben ist, gibt es viele Seiten zu dieser Person in der Wikipedia, die davon auch betroffen sind und entsprechend aktualisiert werden müssen. Beispiele: Namenübersichtsseite, Geburtsjahr, Geburtsort-Seiten und viele mehr.
Wie finde ich die betroffenen Seiten?
Im Suchfeld auf der linken Seite gibt man den Suchbegriff so ein: „Vorname Nachname“. Dann klickt man auf Volltext und alle Seiten mit entsprechendem Suchtext werden aufgerufen. Hier sieht man dann schnell, wo auch das Todesjahr Sinn macht oder sogar ein Teil des Artikels angepasst werden muss. Auch hilft das „Werkzeug“ auf der linken Seite sehr gut, um solche Seiten aufzufinden: „Links auf diese Seite“. Somit ist die Wikipedia wieder aktuell in allen Bereichen! Hinweis: bei Eintragung der Kategorie „Gestorben JAHR“ wird der Missbrauchsfilter 49 ausgelöst, was jedoch nicht schlimm ist. Siehe: Spezial:Missbrauchsfilter/49
Dies ist eine Liste von im Jahr 1480 verstorbenen bekannten Persönlichkeiten. Die Einträge erfolgen innerhalb der einzelnen Daten alphabetisch sortiert. Tiere sind im Nekrolog für Tiere zu finden.

## Januar
| Tag       | Name                  | Beruf, bekannt als       | Alter | Beleg |
| --------- | --------------------- | ------------------------ | ----- | ----- |
| 5. Januar | Jakob von Lichtenberg | Vogt der Stadt Straßburg | 63    |       |

## März
| Tag     | Name             | Beruf, bekannt als           | Alter | Beleg |
| ------- | ---------------- | ---------------------------- | ----- | ----- |
| 5. März | Peter von Andlau | elsässischer Rechtsgelehrter |       |       |

## Mai
| Tag     | Name                                    | Beruf, bekannt als                           | Alter | Beleg |
| ------- | --------------------------------------- | -------------------------------------------- | ----- | ----- |
| 10. Mai | Philipp I.                              | Graf von Hanau-Lichtenberg                   | 62    |       |
| 19. Mai | Jan Długosz                             | polnischer Historiker, Diplomat und Chronist |       |       |
| 19. Mai | Laurence Booth                          | Erzbischof von York und Lordkanzler          |       |       |
| 25. Mai | Wilhelm III. von Henneberg-Schleusingen | Graf aus dem Hause Henneberg                 | 46    |       |

## Juni
| Tag      | Name                                  | Beruf, bekannt als | Alter | Beleg |
| -------- | ------------------------------------- | ------------------ | ----- | ----- |
| 26. Juni | William Bourchier, Viscount Bourchier | englischer Adliger |       |       |

## Juli
| Tag      | Name                   | Beruf, bekannt als                                                                                      | Alter | Beleg |
| -------- | ---------------------- | --- | ----- | ----- |
| 6. Juli  | Antonio Squarcialupi   | italienischer Organist und Komponist                                                                    | 64    |       |
| 10. Juli | René I.                | Herzog von Anjou, Bar, Lothringen, Graf von Provence, Titularkönig von Neapel, Sizilien, Jerusalem etc. | 71    |       |
| 16. Juli | Ruprecht von der Pfalz | deutscher Geistlicher, Erzbischof des Erzbistums Köln (1463–1480)                                       | 53    |       |
| 22. Juli | Margareta von Cilli    | slowenische Adlige                                                                                      |       |       |

## August
| Tag        | Name             | Beruf, bekannt als     | Alter | Beleg |
| ---------- | ---------------- | ---------------------- | ----- | ----- |
| 14. August | Antonio Primaldo | italienischer Märtyrer |       |       |

## September
| Tag           | Name                                | Beruf, bekannt als                                                           | Alter | Beleg |
| ------------- | ----------------------------------- | ---------------------------------------------------------------------------- | ----- | ----- |
| 1. September  | Ulrich V.                           | Graf von Württemberg (1433–1441); Graf von Württemberg-Stuttgart (1441–1480) |       |       |
| 20. September | Anne Neville, Duchess of Buckingham | englische Adlige                                                             |       |       |

## Oktober
| Tag         | Name                      | Beruf, bekannt als                                           | Alter | Beleg |
| ----------- | ------------------------- | ------------------------------------------------------------ | ----- | ----- |
| 4. Oktober  | Jakub z Sienna            | Erzbischof                                                   |       |       |
| 15. Oktober | Verena Schenk von Landegg | Schweizer Äbtissin                                           |       |       |
| 15. Oktober | Gerold von Sax-Hohensax   | 33. Abt von Einsiedeln                                       |       |       |
| 31. Oktober | Peter vom Stein           | Generalvikar und Domkantor in Speyer, sowie Domherr in Worms |       |       |

## November
| Tag          | Name                         | Beruf, bekannt als                                            | Alter | Beleg |
| ------------ | ---------------------------- | ------------------------------------------------------------- | ----- | ----- |
| 6. November  | Ichijō Norifusa              | japanischer Regent, zweites Oberhaupt der Tosa-Ichijō-Familie |       |       |
| 16. November | Christoph von Trautmannsdorf | Bischof von Seckau                                            |       |       |
| 20. November | Eleonore von Schottland      | schottische Prinzessin und Übersetzerin                       |       |       |
| 29. November | Friedrich I.                 | Pfalzgraf und Herzog von Pfalz-Simmern-Sponheim und Veldenz   | 63    |       |

## Dezember
| Tag          | Name                      | Beruf, bekannt als | Alter | Beleg |
| ------------ | ------------------------- | ------------------ | ----- | ----- |
| 22. Dezember | Basarab Laiotă cel Bătrân | Fürst der Walachei |       |       |

## Datum unbekannt
| Tag | Name                      | Beruf, bekannt als                                                                        | Alter | Beleg |
| --- | ------------------------- | ----------------------------------------------------------------------------------------- | ----- | ----- |
|     | Konrad Brekewoldt         | Ratsherr der Hansestadt Lübeck                                                            |       |       |
|     | Israel Bruna              | deutsch-jüdischer Gelehrter                                                               |       |       |
|     | Olivier de Coëtivy        | Herr von Taillebourg und französischer Militär                                            |       |       |
|     | Hans Erer der Jüngere     | Bürgermeister der Reichsstadt Heilbronn (1432–1468)                                       |       |       |
|     | Johannes Fabri            | Propst zu Mühlberg und Canonicus in Altenburg                                             |       |       |
|     | Hermann Hirzel            | Schweizer Benediktinermönch, Abt des Klosters Muri                                        |       |       |
|     | Israhel von Halle         | jüdischer Geschäftsmann, Geld- und Pfandhändler                                           |       |       |
|     | Nicolas Jenson            | französischer Drucker und Verleger                                                        |       |       |
|     | Jaroslav Lev von Rosental | tschechischer Adliger und Politiker                                                       |       |       |
|     | Johannes Ludovici         | Schweizer Übersetzer und Poet                                                             |       |       |
|     | Niccolò Perotti           | italienischer Humanist und Verfasser der ersten neuzeitlichen lateinischen Schulgrammatik |       |       |
|     | Giacomo Porfida           | italienischer römisch-katholischer Bischof                                                |       |       |
|     | Hans Schurff              | Schweizer Bürgermeister                                                                   |       |       |
|     | Tristão Vaz Teixeira      | portugiesischer Entdecker                                                                 |       |       |
|     | Georg von Tschernembl     | Adeliger und Landeshauptmann der Steiermark                                               |       |       |
|     | Vecchietta                | italienischer Maler                                                                       |       |       |